# フッガー家
フッガー家（フッガーけ、Fugger）は、バイエルン公国のアウクスブルクを中心に鉱山・金融を営んだ富豪、貴族。

## 概要
フッガー家は宗教改革の前後にわたりヨーロッパで最も繁栄した一族であり、経済面でカトリック体制を支えた。経済史家のリヒャルト・エーレンベルクは、1896年の著書で16世紀を『フッガー家の時代（Das Zeitalter der Fugger）』と評している。
特にスペイン・ハプスブルク朝に対して巨額を貸し付け、王室収入の一部を受け取る契約（アシエント）を結ぶなど強い影響力を誇った。
しかし王室による支払停止などが引き金となりフッガー家は事業を解散、以降は貴族として存続した。画家のアルブレヒト・デューラーらを招くなどパトロン活動を行った。フッガーライは同家が慈善事業として寄付した集合住宅である。現在も貴族として存続している。イタリアのメディチ家としばしば比較される。

## 歴史

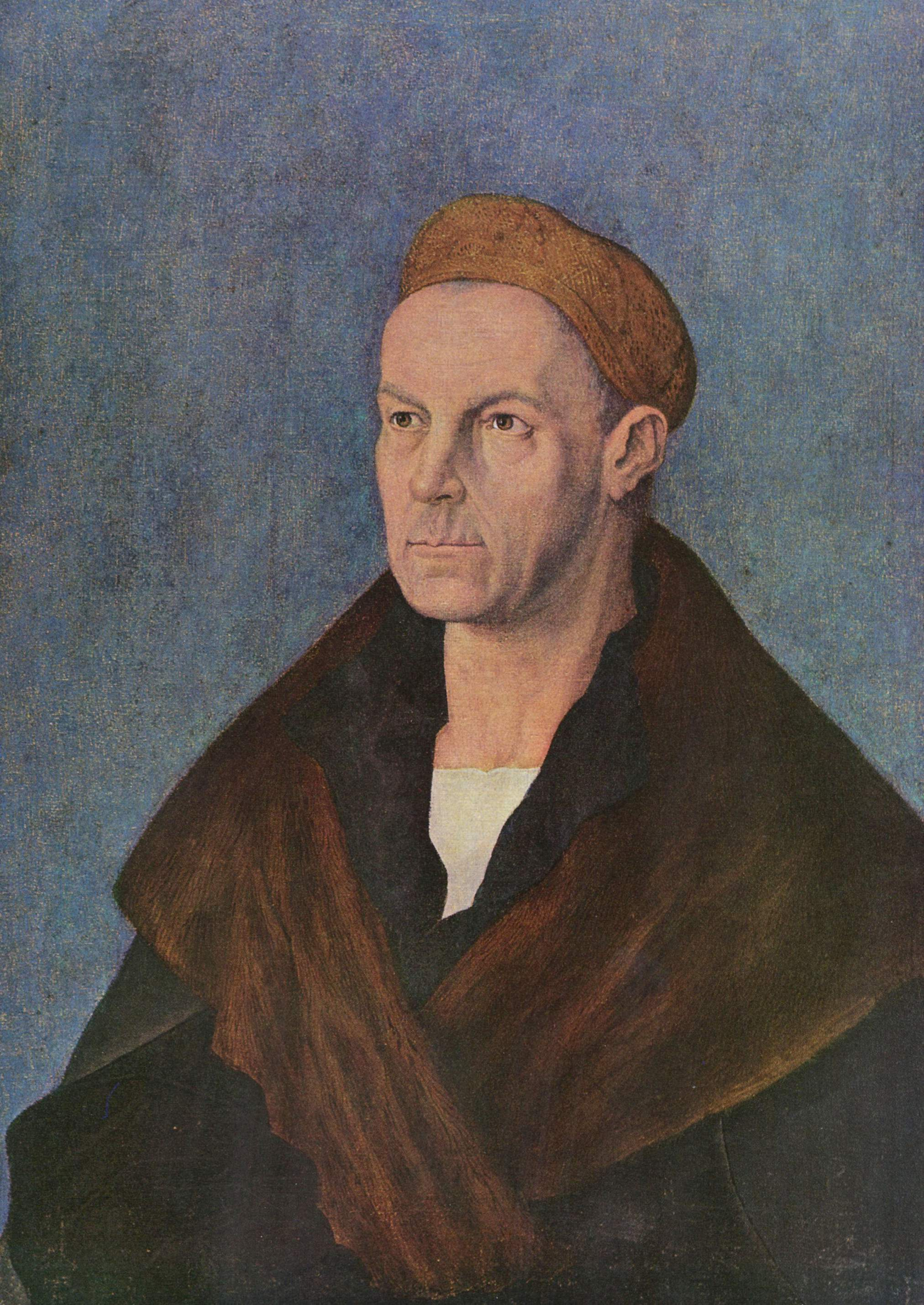
ヤーコプ・フッガー（1459年–1525年）作アルブレヒト・デューラー

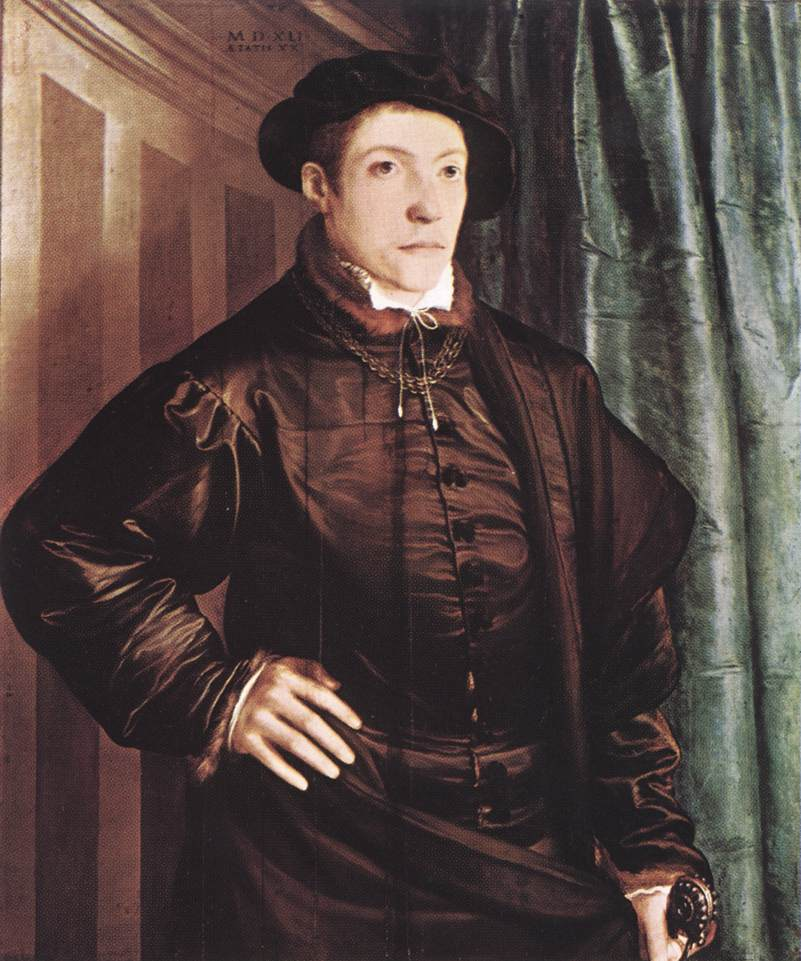
クリストフ・フッガー
作クリストフ・アムベルガー（1541年）

フッガー家の出自は農民であり、レヒフェルトのグラーペン村で織工を営んでいた。二代目となるハンス・フッガーは1367年にアウクスブルクに出て、以後当地を同家の本拠地とする。アウクスブルクは北イタリアとの交易で栄えており、ハンスもヴェネツィアから原料を輸入する商売を始めた。
ハンスの子であるアンドレアスとヤーコプも香辛料などの貿易を行い、1400年には商会を作った。1452年にアンドレアスとヤーコプは店を分けた。以降、両フッガー家は紋章から、アンドレアスの家系は野呂鹿のフッガー家、ヤーコプの家系は「ユリのフッガー家と呼ばれる。

## ユリのフッガー家

ユリのフッガー家の紋章

1473年、神聖ローマ皇帝よりユリの紋章を授与されている。1485年銀の先買権を手に入れ莫大な利益を獲得する。
1490年、銀山のあるティロルの領主がマクシミリアン1世となった。これをきっかけにヤーコプは神聖ローマ皇帝と結びついた。1494年8月18日、ヤーコプの息子であるウルリヒ、ゲオルク、同名の息子ヤーコプの3兄弟が契約を交わし、正式に商会を設立した。この契約は兄弟で資産を分割せず、生き残った商社員が商会を運営していくというものであり、フッガー家の特色となった。同年にはノイゾールの銅山を入手し、翌年トゥルゾー家と「ハンガリー貿易会社（Ungarische Handel）」を設立した。これがシレジアの金山の大部分を支配した。ヴェネツィアなどにも支店を持った。
ゲオルクとウルリヒが死亡し、1511年にヤーコプは「ヤーコプ・フッガーとその甥たち」という商会を設立した。同年、ヤーコプは神聖ローマ帝国の貴族に列せられ、1514年には伯に叙せられている。ヤーコプはスペイン国王やローマ教皇の御用銀行でもあった。1517年の贖宥状（免罪符）販売は、ブランデンブルク公がフッガー家への借金を返還するためでもあった。
1519年、カルロス1世に選挙資金を貸し付けた。カルロスはフランス王を抑えて皇帝に選ばれた。ヤーコプは、カルロスの支配するナポリ王国の収入の一部や、レコンキスタ完了後に国有化の進んだスペイン騎士修道会所領の地代収入から債権を回収した。一方で、ヘルマン・ケレンベンツによれば、カルロス5世はフッガー家よりもジェノヴァの銀行から多くを借り入れていた。
ヤーコプには実子がおらず、商会の後継者に甥のアントーンを指名した。アントーンの時代には80以上の都市に支店が設立され、資産は710万フローリンと最大になった。しばしば比較されるメディチ家やウェルザー家は10程度の都市に支店をおいているに過ぎなかった。
アントーンは1530年に帝国伯を授爵し、1538年にはアウクスブルクにおける都市貴族に列し、シュヴァーベンのウンターアルゴイ郡バーベンハウゼンの領有権を得た。フッガー家は1600年までに100の村と50の土地領主権を手にしている。
しかし、新大陸などから大量の銀が流入しヨーロッパ鉱山の経営が悪化した。顧客であるスペイン王室等の王侯が戦争で貸付金を踏み倒すようになった。またアントウェルペン支店支配人エルテルがアントーンの指示に従わず、スペイン王室からの債権回収に失敗して多額の損失を出している。これらはフッガー家の当主が各支店を制御できなくなりつつあることを示すものであった。このスペイン王室、そしてフランス王室からの支払停止は国際的な経済にも影響を及ぼし、フッガー家衰退の大きな要因となる。
1560年、アントーンは遺言を残し、フッガー家の事業は兄ライモントの家系と自分の子が一人ずつの代表を出し、経営していくよう遺言を残している。
アントーンの死後、一族は内紛を起こし、長子マルクスの代にフッガー家の事業は三十年戦争が終わると解散してしまった。
フッガー・バーベンハウゼン家（アントーンの三男の子孫）はアンセルム・マリア・フッガー・フォン・バーベンハウゼンが1803年に帝国諸侯に叙せられ、バーベンハウゼン侯国が成立したが、直後の1806年にバイエルン王国へ併合された。以後は陪臣化しフッガー諸家と共にシュタンデスヘルとして続いた。バーベンハウゼン家の子孫には、第2次大戦時のドイツ空軍少将レオポルド伯などがいる。
他にフッガー・グレト家（アントーンの次男の子孫）、フッガー・キルヒベルク＝ヴァイセンホルン家（アントーンの兄ライモントの子孫）など各家がある。キルヒハイム宮殿はアントーンの息子ハンスの家系の居城として現在も用いられている。

## 野呂鹿のフッガー家

野呂鹿のフッガー家の紋章

1462年、皇帝より「野呂鹿」の紋章を授与された。この系統は15世紀末と16世紀末の破産で完全に衰えたが、子孫は第2次大戦終了までシレジアに居住していた。

## 会計

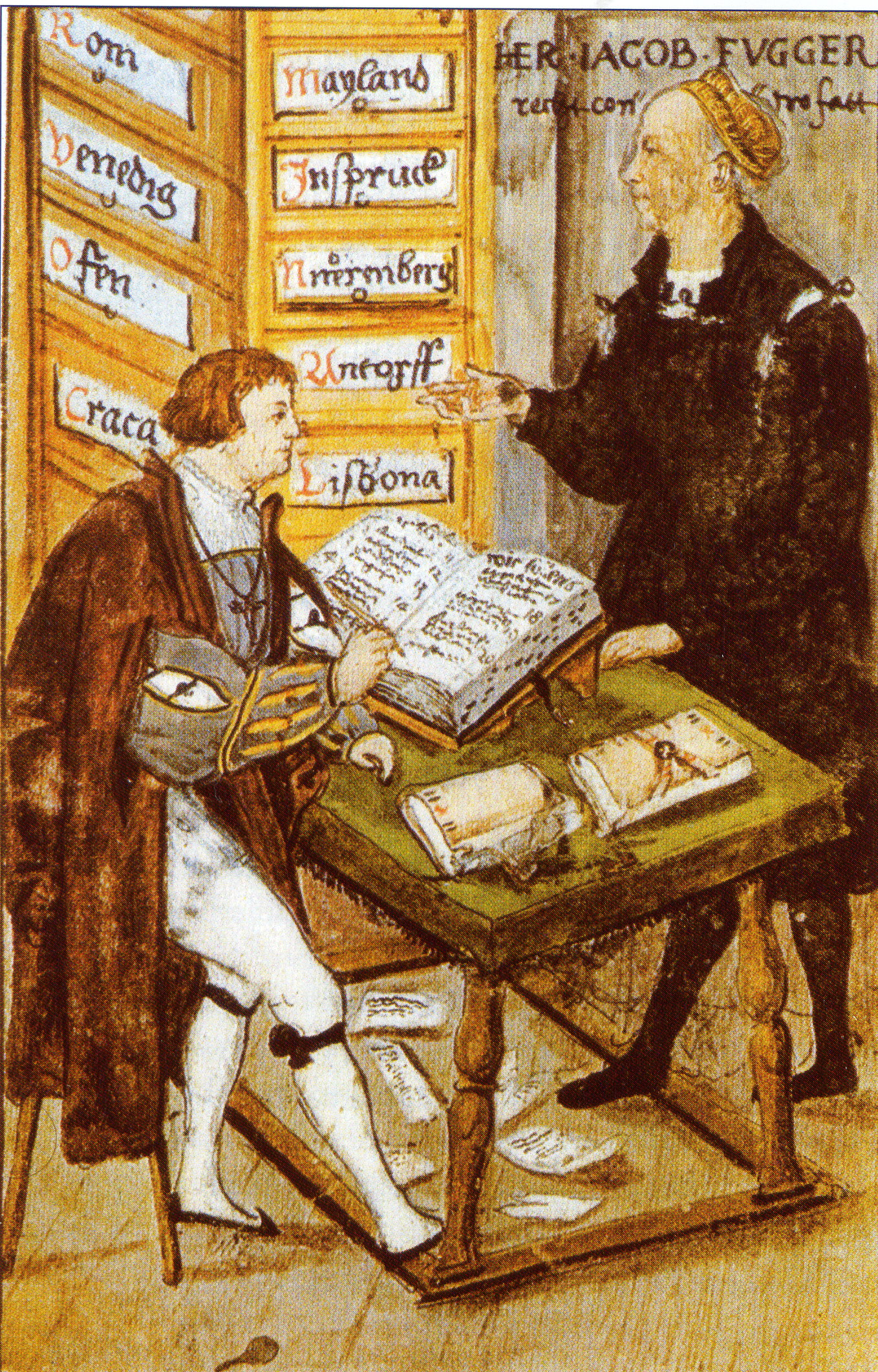
ヤーコプ・フッガーと、フッガー家の会計主任であるマッティウス・シュヴァルツ。ともにヴェネツィアで簿記を学んだ。

ヤーコプ・フッガーや、フッガーの会計主任になるマッティウス・シュヴァルツは、ヴェネツィアで複式簿記を学んだ。この技術がフッガー家の繁栄の一因となった。ヤーコプの甥アントーンは、1527年に本店と支店を連結した会計諸表を作成した。内容は現在の連結財務諸表にあたり、1527年の財産目録・貸借対照表・1511年の損益計算書・1527年の損益計算書で構成される。財産目録は実地棚卸法から作成された。アウグスブルクの本店では、資本は資産と負債の差額とみなし、資本の増減の変化から損益を計算した。フッガー家は、財産目録と貸借対照表を中心とする独自の会計手段によって発展を続けた。
シュヴァルツは、ヤーコプに簿記技術を認められて会計主任となった。シュヴァルツは簿記書の執筆をしており、出版はされなかったが原稿の写本は現存している。原稿の中では、代理人簿記や、損益計算法を説明している。